# Boggie
Boglárka Csemer (30 de noviembre de 1986) también conocida como Boggie, es una cantautora húngara, conocida por su canción "Nouveau Parfum" y su video musical. Fue la representante de Hungría en el ESC de 2015 .
El perfume 
hizo saltar a la fama internacional a Boggie en enero de 2014 después de que el video musical de " Nouveau Parfum "('nuevo perfume') fue recogido por los medios de comunicación en varios países, incluyendo el Reino Unido [ 1 ] [ 2 ] y EE.UU. . [ 3 ] [ 4 ] [ 5 ] El video muestra a la cantante siendo ampliamente retocada mientras canta la canción, que es una oscura reescritura en francés de " Parfüm ", originalmente en húngaro. Ambas canciones tienen en la auto-titulado primer álbum de Boglárka Boggie . El vídeo y su mensaje son similares al Cuerpo Evolución video viral [ 6 ] creó para GlobalDemocracy.com para fomentar la introducción de renuncias obligatorias en las imágenes retocadas en los medios populares. Al igual que el modelo en el Cuerpo Evolución , por el final del video Boglárka tiene poco parecido con su apariencia sin alteraciones en la salida. Una breve comparación de pantalla dividida muestra al espectador cómo drásticamente diferente el resultado final es.
Dos versos en "Nouveau Parfum" consisten en Boggie desgranando una lista de etiquetas de diseño perfumes y pidiendo que ella debe elegir, antes de cuestionar por qué debería tener que hacer una elección en absoluto y pidiendo que está haciendo a elegir. Boggie luego contrarresta esta presión con las líneas, "Je ne suis pas leur produit / De beauté, d'préciosité / Ils ne pas peuvent me cambiador" ("Yo no soy su producto / de la belleza, de la preciosidad / Ellos no me pueden cambiar" ). [ 7 ] Las marcas de diseño y mensaje subversivo no figuran en las letras húngaras originales de "Parfüm". [ 8 ]

## Carrera musical
Eurovisión 2015
Boggie representó a Hungría en el Festival de Eurovisión 2015 con la canción "Wars for nothing" tras alzarse con su victoria en el A Dal 2015 el pasado 28 de febrero del 2015.